# Sacrifice (2020)
Pour les articles homonymes, voir Sacrifice (homonymie).
Sacrifice est un événement de catch professionnel présenté par la fédération Impact Wrestling.

## Contexte
Cet événement de catch professionnel présente différents matchs impliquant des catcheurs heel (méchant) et face (gentil), ils combattent sous un script écrit à l'avance.

## Tableau des matches
| Ordre par numéros | Résultat                                                                                              | Stipulation(s)                                             | Temps |
| --- | --- | ---------------------------------------------------------- | ----- |
| 1P | AJ Daniels bat D'Mone Solavino                                                                        | Singles match                                              | 05:23 |
| 2P | Max the Impaler bat Cali Young (avec DL3)                                                             | singles match                                              | 04:14 |
| 3 | Rohit Raju bat Corey Storm                                                                            | Singles match                                              | 06:30 |
| 4 | The North (Ethan Page et Josh Alexander) (c) battent The Rascalz (Trey et Wentz)                      | Tag team match pour les Impact World Tag Team Championship | 20:16 |
| 5 | Kiera Hogan bat Ray Lyn                                                                               | Singles match                                              | 11:05 |
| 6 | Willie Mack bat Jay Bradley                                                                           | Singles match                                              | 06:13 |
| 7 | Acey Romero et Larry D battent Ohio Versus Everything (Dave Crist et Madman Fulton) (avec Jake Crist) | Tag team match                                             | 13:46 |
| 8 | Daga bat Jake Crist                                                                                   | Singles match                                              | 16:19 |
| 9 | Joey Ryan bat Johnny Swinger                                                                          | Singles match                                              | 07:29 |
| 10 | Jordynne Grace (c) bat Havok                                                                          | Singles match pour le Impact Knockouts Championship        | 05:34 |
| 11 | Rhino bat Moose par disquafication                                                                    | Singles match                                              | 02:26 |
| 12 | Moose bat Rhino                                                                                       | No Disqualification match                                  | 11:49 |
| 13 | Tessa Blanchard bat Ace Austin                                                                        | Non-title Champion vs. Champion match                      | 18:32 |
| La lettre C placée entre parenthèses désigne la personne ou l’équipe championne en titre. P – indique que le match a eu lieu lors du pré-show | |                                                            |       |